# شیخ لطف‌الله عاملی اصفهانی

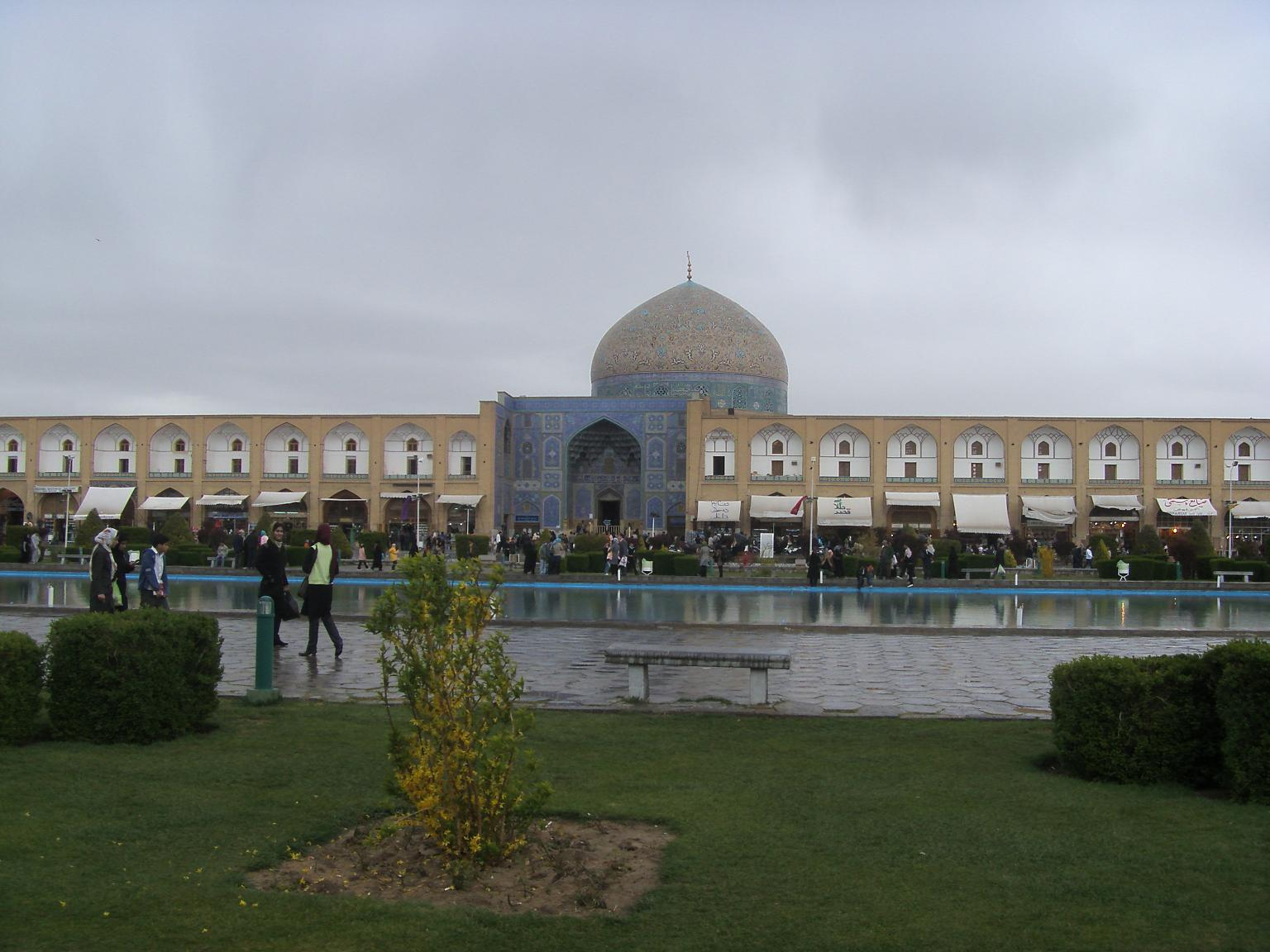
مسجد شیخ‌لطف‌الله

شیخ لطف الله میسی عاملی اصفهانی (درگذشتهٔ ۱۰۳۵ قمری) فقیه اهل جبل عامل لبنان بود. او مانند شیخ بهایی و برخی علمای دیگر توسط شاه عباس یکم صفوی از لبنان به ایران مهاجرت کرد و ابتدا در مشهد و قزوین و پس از آن در اصفهان ساکن شد.
او در خاندان عبدالعالی به دنیا آمد و پدر مادر او حسن حانینی است.
به دستور شاه عباس صفوی، مسجد شیخ لطف‌الله در میدان نقش جهان اصفهان و در برابر عالی‌قاپو برای تجلیل از او و مکانی برای تدریس و نماز جماعت ساخته شد. چرا که حکومت صفوی، حکومتی مذهبی بود و به اسلام و به خصوص مذهب تشیع بسیار بها می‌داد، علمای آن را نیز تکریم می‌کرد. از سوی دیگر شیخ لطف‌الله پدر زن شاه عباس بود. از این رو در محل زندگی شیخ، مسجد و مدرسه‌ای به نام او ساخته شد که در این محل به تدریس دروس فقهی و جلسات دینی اشتغال داشت. شیخ بنا به استفتای خود که برگزاری نماز جمعه در غیاب امام دوازدهم شیعیان، مجاز می‌شمرد، به اقامه نماز جمعه در این مسجد می‌پرداخت و مقلدانش نیز به او اقتدا می‌نمودند. ساخت این مسجد از ۱۰۱۱ قمری آغاز شد و تا ۱۰۲۷ قمری ادامه داشت.
شیخ لطف‌الله در ۱۰۳۵ در اصفهان درگذشت و جنازهٔ او را به کربلا منتقل کردند.